# سليمان كاهية
سليمان كاهية توفي في 4 ديسمبر 1838 في تونس العاصمة، هو وزير وجنرال تونسي، يرجع أصله إلى القوقاز أو القرم.

## السيرة الذاتية

### أغا في باجة
كان سليمان الكاهية مملوكا في صغره، وأخذ إلى قصر باردو ليترعرع فيه ويتعلم اللغة العربية والدين الإسلامي ويتلقى تعليما عسكريا. عند وصوله لسن البلوغ، أرسل للشمال الغربي للبلاد التونسي ليصبح آغا في مدينة باجة (قائد الثكنة العسكرية). في 1807، ذهب بتعزيزات لمساعدة جيش حمودة باشا في قسنطينة بالجزائر، وأصبح الفاعل الرئيسي في الانتصار على قوات داي الجزائر على ضفاف وادي سراط. عبد هذا الفعل، استطاع حمودة باشا تأمين الحدود وأنهى التدخل الجزائري في الشؤون التونسية.

### القرب من الحاكم
بعد هذه المشاركة، ترقى الآغا سليمان إلى رتبة كاهية، وهو الجنرال الذي يقود الحملة العسكرية التي تخرج كل سنتين لجمع الضرائب وإقامة العدل بين القبائل في المناطق النائية. أمضى الكاهية سليمان ثمانية سنوات في هذه الخدمة، قبل أن يعمل لأجل الأمير محمود، الذي أصبح باي بعد أن قتل ابن عمه عثمان باي. الحاكم الجديد زوجه ابنته، الأميرة للا عزيزة بنت محمود باشا باي. أقيم زفافهما في واحد من أجمل قصور مدينة تونس العتيقة الذي اشتراه وأعاد بنائه لأجل الزفاف، وهو دار بن عبد الله حاليا.

### قمع الانكشارية
في أبريل 1816، أنقذ بصعوبة العرش الحسيني بقمع ثورة الميليشيا التركية بتونس، حيث تمرد الجنود الأتراك ضد المسافة التي تتخذها إيالة تونس مع الدولة العثمانية وضد المعاهدات العديدة والتنازلات التي قامت به الإيالة للدول الأوروبية. إضافة إلى ذلك، أصبح البايات الحسينيون يعتمدون أكثر فأكثر على الأفواج القبلية الأصلية، الشيء الذي لم يفشل في إثارة الغيرة وعدم الثقة لدى الجنود الأتراك. استعمل الكاهية سليمان قوات الفرسان الذين يسمون مخازنة (في خدمة الدولة أو المخزن) لقمع الإنكشارية في 30 أبريل 1816. طلب كذلك مساعدة الكراغلة المحليين الذين ينحدرون من الأتراك، إلى جانب بعض الانكشارية الذين بقو مخلصين للعائلة الحسينية. قتل الكثير من الجنود، ولكن أغلبهم انسحبوا نحو حلق الوادي أين استولوا على عدة سفن ابحروا بها نحو بلاد الشام.

### وزير الحرب
كرد للجميل، عينه الباي كقائد أعلى لجيش الباي التونسي، وهو المنصب الأقرب لوزير الحرب، والذي تحمله في نفس الوقت مع لقب قائد أولاد عمدون وأولاد بو سالم. ساعده في هذه المهمة ولداه الاثنان، الذي أصبح أحدهما قائد ثكنة باجة العسكرية. عند تولي حسين باي الثاني الحكم بعد والده محمود باي في 1825، استطاع أن يفرض مكانته بفضل سلطته ككاهية وعمره وخبرته مقللا بذلك من مكانة الوزير الأكبر حسين خوجة. قام الكاهية سليمان بعدة إصلاحات عسكرية لتعويض الميليشيا التركية، واصلها بعده شاكير صاحب الطابع ومصطفى آغا، هذا الأخير هو الذي خلفه على رأس الجيش التونسي.

بتقدم سنه، انسحب سليمان الكاهية شيئا فشيئا من شؤون أملاكه في المرسى، وذلك سنة قبل وفاته. توفي في 8 ديسمبر 1838، ودفن بحضور أحمد باي الأول في قاعة الوزراء في تربة الباي.

## الذكرى
قصر دار بن عبد الله يسمى أيضا دار الكاهية لتخليد ذكراه. قصر سليمان الكاهية الذي يقع في وسط بستان في منوبة في ضواحي مدينة تونس، يقع في الحي الذي يحمل اسمه. كذلك تم تسمية إحدى محطات الخط الرابع من المترو الخفيف لمدينة تونس باسمه.